# اچ‌ام‌اس اینفلکسیبل (۱۹۰۷)
اچ‌ام‌اس اینفلکسیبل (۱۹۰۷) (به انگلیسی: HMS Inflexible (1907)) یک کشتی بود که طول آن ۵۳۰ فوت ۱ اینچ (۱۶۱٫۵۷ متر) بود. این کشتی در سال ۱۹۰۷ ساخته شد.